# Thranius multinotatus latipennis
Thranius multinotatus latipennis es una subespecie de escarabajo longicornio del género Thranius, tribu Thraniini, subfamilia Cerambycinae. Fue descrita científicamente por Hayashi en 1963.

## Descripción
Mide 9,5-14 milímetros de longitud.

## Distribución
Se distribuye por Japón.